# 新信濃変電所
新信濃変電所（しんしなのへんでんしょ）は、長野県東筑摩郡朝日村古見に建設された東京電力パワーグリッドの変電所。周波数変換所を併設している。

## 概要

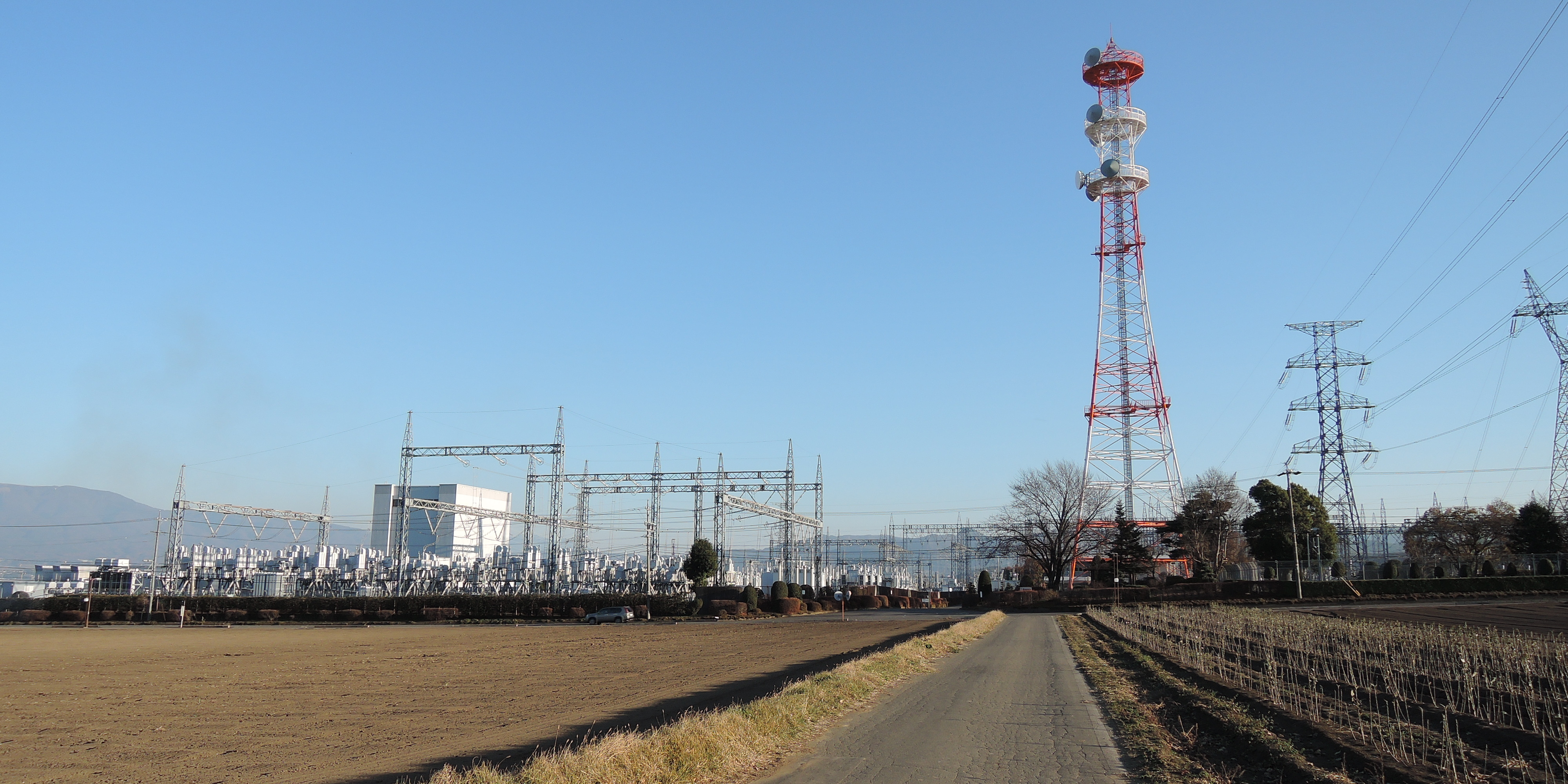
新信濃変電所

新信濃変電所は、50万ボルトという超高電圧を扱う送電用変電所。周囲を野菜畑に囲まれた広大な敷地には、変電設備に加えて周波数変換設備を備えている。そうした特異性から、重要な拠点として現在も有人による24時間の監視体制に置かれている。

### 変電所としての側面
長野県を流れる犀川の上流には、東京電力が建設した大規模な水力発電所が点在している。梓川の上流には安曇発電所・水殿発電所があり、二発電所を合計して最大868,000キロワットの電力を発生する。また、高瀬川の上流には新高瀬川発電所があり、最大1,280,000キロワットの電力を発生する。
これら大容量の水力発電所では、発生した電力を275,000ボルトという高い電圧で新信濃変電所に向け送電している。新信濃変電所では受けた電力を変圧器によって電圧をさらに上昇させ、500,000ボルト送電線「安曇幹線」を通じて首都圏に向け送電している。

### 周波数変換所としての側面
新信濃変電所は、商用電源周波数の異なる交流電力同士を相互に変換する設備 (英語: FC, Frequency Converter [Frequency Changer] ) を有している。東京電力パワーグリッドの送電線のほかに中部電力パワーグリッドの送電線も接続されており、50ヘルツの東日本側と、60ヘルツの西日本側とで周波数の相違という壁を越えて電力融通を行う。
- 1977年: 1号FCの運転を開始。
変換能力は最大300,000キロワット。屋外に設置されている。
- 1992年: 2号FCの運転を開始。
変換能力は同じく300,000キロワット。改良によって変換能力をそのままに規模が縮小され、専用の建屋を設け屋内に設置。

合計600,000キロワットの変換能力を持つ新信濃変電所は、同じく周波数変換設備を有している佐久間周波数変換所、東清水変電所と共に電力の融通を行っている。
さらに、2021年3月、飛騨信濃周波数変換設備の運用が始まった。新信濃変電所には、同設備を構成する一対の交直変換設備の一方が設置された。